# Lương Tuấn
Lương Tuấn tên thật Nguyễn Hồng Lạc (1957 - 2008) là một nghệ sĩ cải lương được nhiều người biết đến với vai trò là một kép chánh có giọng ca trầm ấm, thành công sau 2 vai diễn là Tô Châu trong vở Áo cưới trước cổng chùa và Chu Bình trong vở Lôi vũ.

## Sự nghiệp[3][2]
Năm 1977, Thị xã Châu Đốc thành lập đoàn hát Tiếng Ca Miền Biên Giới, Lương Tuấn liền xin gia nhập, nhờ có giọng ca tốt, hơi rộng và sắc diện đẹp trai, ông được các nhạc sĩ Tư Thuận, Tư Nhung dạy ca cổ nhạc và nghệ sĩ Hoàng Ẩn dạy điệu bộ để hát các vai tuồng chánh. Ông còn được nghệ sĩ Bích Thu chỉ dạy thêm, và được hát cặp với bà qua các tuồng Kiếm Thép Giữa Rừng Xanh, Lưu Bình Dương Lễ, Anh Hùng Lam Sơn. Sau này ông và bà Bích Thu kết hôn. Chỉ trong một năm hoạt động tại đoàn Tiếng Ca Miền Biên Giới, Lương Tuấn nổi danh là một kép chánh được khán giả yêu quý. Giữa năm 1977, khi biểu diễn ở đình Bình Hòa, Long Xuyên, đoàn hát bị một nhóm các du kích địa phương say rượu tấn công, cả đoàn hát phải thu dọn gấp, khi về đến Châu Đốc thì giải tán.
Năm 1978, Lương Tuấn về hát cho đoàn cải lương Cao Văn Lầu trong một thời gian ngắn, rồi cùng vợ về hát cho đoàn hát Tiếng Ca Đất Mũi của tỉnh Cà Mau do soạn giả Điền Long làm trưởng đoàn. Lúc mới gia nhập đoàn Tiếng Ca Đất Mũi, Lương Tuấn hát vai kép nhì, chỉ qua hai tuồng Bên Dòng Nhị Nguyệt và Lục Vân Tiên, Lương Tuấn được nâng lên hát vai kép chánh. Vợ chồng nghệ sĩ Lương Tuấn và Bích Thu, hát ở đoàn Tiếng Ca Đất Mũi hơn bốn năm, được khán giả ở miền Hậu Giang và miền Trung quý mến.
Năm 1983, nghệ sĩ Lương Tuấn và Bích Thu cộng tác với đoàn cải lương Lâm Đồng, do nghệ sĩ Vũ Linh thành lập. Đây là bước ngoặt lớn trong nghề nghiệp của Lương Tuấn vì anh được hai nghệ sĩ bậc thầy trong lối hát Hồ Quảng (cải lương tuồng cổ), Vũ Linh và Ngọc Đáng truyền dạy nghệ thuật hát Hồ Quảng. Khi đoàn Lâm Đồng về hát ở Thành Phố , Sở Văn Hóa Thông Tin rút ông về giúp cho đoàn hát Trần Hữu Trang 1.
Năm sau Lương Tuấn được điều sang tăng cường cho đoàn Trần Hữu Trang 2, ông đã hoạt động trong đoàn Trần Hữu Trang từ năm 1984 đến năm 1988. Sau đó vì lương hát ở đoàn nhà nước không đủ sống, Lương Tuấn ký hợp đồng, hưởng một số lương rất cao để đi hát với đoàn Phước Sơn tỉnh Bình Định.
Năm 1989, Lương Tuấn được mời về hát ở đoàn 2/84, là đoàn hát cải lương đặc biệt của thành phố, tập trung nhiều diễn viên loại A như Lệ Thủy, Diệp Lang, Phương Quang,... Tại đây ông đóng cặp với nghệ sĩ Lệ Thủy.
Năm 1990, nghệ sĩ Lương Tuấn đoạt được Huy chương vàng Hội diễn sân khấu cải lương toàn quốc qua vai Thắng của tuồng Lời Ru Của Biển. Từ sau năm 1992, sân khấu cải lương mất dần khán giả, anh cộng tác với nhóm Câu Lạc Bộ Sân Khấu do nghệ sĩ Út Bạch Lan tổ chức và anh được Saigon audio mời thu thanh nhiều tuồng cải lương.

## Qua đời
Nghệ sĩ Lương Tuấn đã từ trần hồi 11 giờ 20 ngày 23 tháng 12 năm 2008, hưởng dương 52 tuổi, Sau thời gian điều trị căn bệnh ung thư bao tử. Linh cữu nghệ sĩ Lương Tuấn quàn tại nhà riêng ở địa chỉ C7/27 D13 đường Phạm Hùng, xã Bình Hưng, huyện Bình Chánh, Thành phố Hồ Chí Minh.

## Những bài ca đã thể hiện

### Vọng cổ
1. Trái khổ qua (soạn giả Viễn Châu)
2. Lời người hát rong (soạn giả Ngô Hồng Khanh)
3. Chuyến xe Tây Ninh (tác giả Trường Sơn AT)
4. Nhớ Nha Trang

### Tân cổ giao duyên
1. Tình ca trên cánh phượng (hát cùng Thanh Hằng)
2. Sau hẹn lần cuối (hát cùng Ngân Huệ)
3. Không bao giờ quên anh (hát cùng Ngân Huệ)
4. Giã từ (hát cùng Ngân Huệ)
5. Mực tím mồng tơi (hát cùng Ngân Huệ)
6. Mưa bụi 2 (hát cùng Hương Thủy)
7. Bến duyên lành (hát cùng Mai Thanh Phương)
8. Hoa sứ nhà nàng (hát cùng Phượng Hằng)
9. Xa rồi mùa Đông (hát cùng Thanh Kim Huệ)